# Jerzy Derkowski
Jerzy Derkowski (ur. 1938 w Łodzi) – polski artysta plastyk, pedagog, rektor Wyższej Szkoły Sztuki i Projektowania w Łodzi.

## Życiorys
Absolwent Państwowej Wyższej Szkole Sztuk Plastycznych w Gdańsku i Akademii Sztuk Pięknych w Warszawie.
W latach 1971–2003 pracownik Akademii Sztuk Pięknych im. Władysława Strzemińskiego w Łodzi na stanowiskach: kierownika Pracowni, Katedry, Prorektora ds. Nauki oraz wykładowcy, docenta i profesora. Od 1983 roku pomysłodawca i Dyrektor Instytutu Form Przemysłowych, obecnego Wydziału Architektury Wnętrz i Wzornictwa Akademii Sztuk Pięknych w Łodzi. W latach 1975–1980 rzeczoznawca MKiS ds. wzornictwa, uczestnik zespołów ds. organizacji wzornictwa w Polsce. Założyciel Policealnego Studium Zawodowego „Szkoła Projektowania i Reklamy” w Łodzi (rok 1990) i Wyższej Szkoły Sztuki i Projektowania w Łodzi (do 1998 roku). Członek Polskiego Stowarzyszenia Projektantów Form Przemysłowych. Wiceprezes Zarządu Fundacji Tumult.